# Bibliothèque principale de lecture publique à Relizane
La bibliothèque principale de lecture publique à Relizane est une bibliothèque située dans la ville de Relizane sous le nom de Turki kouider.

## Création
La bibliothèque a été créée par arrêté interministériel du 2 août 2006 portant création d’une annexe de la bibliothèque nationale d'Algérie à Relizane.

## Description
La bibliothèque comprend de nombreuses chaînes satellite au profit des lecteurs, comme suit :
1. Salle d'internet
2. Salle de lecture pour Les adultes
3. Salle pour les enfants
4. Salle de conférence

## Directeurs
- Ben Zid Abdelssalem